# Beta Scuti
Beta Scuti (β Sct / HD 173764 / HR 7063) es una estrella en la constelación de Scutum, originalmente Scutum Sobiescii, el escudo de Sobieski. Es la segunda más brillante de la misma, después de α Scuti, siendo su magnitud aparente +4,22.
Se encuentra a 916 ± 80 años luz del sistema solar, de acuerdo a la nueva reducción de los datos de paralaje del satélite Hipparcos.
Beta Scuti es una gigante luminosa amarilla de tipo espectral G4IIa con una temperatura superficial de 4700 K.
Es unas 3100 veces más luminosa que el Sol y su radio es 84 veces mayor que el radio solar, equivalente a 0,39 UA. Su edad se estima en unos 55 millones de años, cuando inició su vida como una estrella caliente B3 de la secuencia principal. Actualmente, agotado ya el hidrógeno, en su núcleo tiene lugar la fusión de helio en carbono y oxígeno.
Beta Scuti es además una estrella binaria espectroscópica con un período orbital de 834 días. La acompañante, de magnitud +8,5, es una estrella blanca de la secuencia principal de tipo A0V con una luminosidad 40 veces superior a la del Sol.